# آنتونی هد
آنتونی هد (به انگلیسی: Anthony Head) (زاده ۲۰ فوریه ۱۹۵۴) بازیگر و نوازنده انگلیسی است.
از کارهای معروف او می‌توان به بازی در سریال بریتانیای کوچک، مرلین و بافی قاتل خون‌آشام‌ها اشاره کرد. او همچنین در فیلم های بانوی آهنی، روح سوار ۲ و تصور کن من و تو بازی کرده‌است.